# 轮生

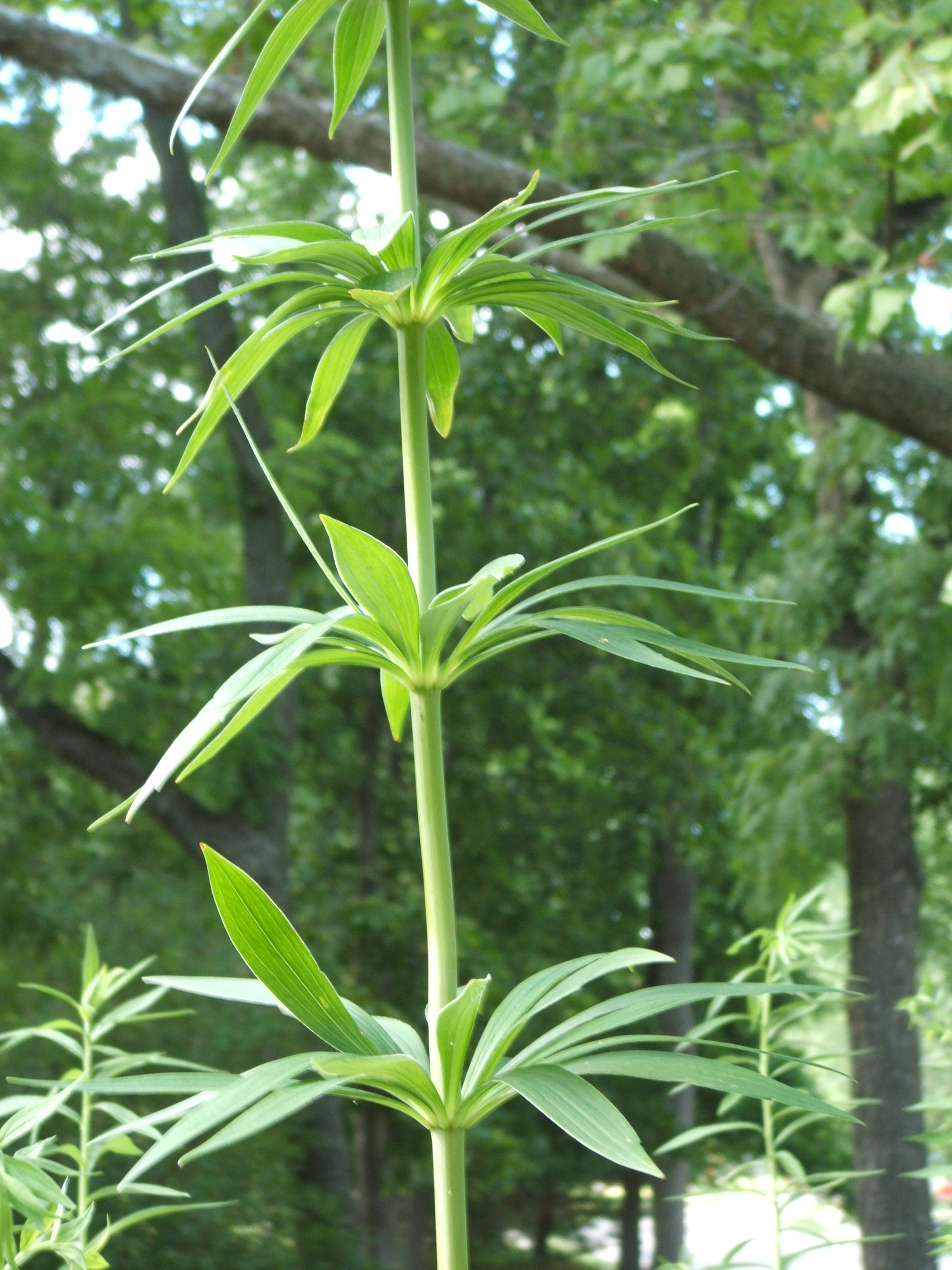
密歇根百合（Lilium michiganense）上生长的轮生叶

轮生（英語：或）是植物学中的一个概念，指植物的叶、萼片、花瓣、雄蕊或心皮等的轮状（辐射状）排列方式。 
轮生叶是指每个茎节上生长着三片或更多以辐射状排列的叶片。而每个茎节上生长着两片叶的对生叶则不能称为“轮生”。轮生叶并不常见，只有在节间非常短的植物以及其他诸如拉拉藤属 、夹竹桃属、 伊乐藻属等少数属中才能见到。山龙眼科（如佛塔树属）的一些树木上也可以见到轮生叶。
大多数花（称为轮生花）的形态呈现一种四轮结构：
1. 花萼：基部有零层或多层轮生萼片
2. 花冠：花萼上方的零层或多层轮生花瓣
3. 雄花器：零层或多层轮生雄蕊，每个雄蕊由一个花丝和一个花药组成
4. 雌花器：零层或多层轮生心皮，每个心皮由一个子房、一个花柱和一个柱头组成

如果一朵花缺少了四轮结构中的一轮或多轮，则被称为是“不完全花”（incomplete flower或imperfect flower）。并非所有的花都是轮生的，例如木兰科花各部常呈螺旋状排列而非轮状排列。